# Educación superior pública en México
La educación superior pública en México es la que se imparte posterior al bachillerato o equivalente (educación media superior). Es realizada a través de una Institución Pública de Educación Superior (IPES). El principal nivel cursado por la mayoría de los estudiantes es el grado de licenciatura, que usualmente es acreditado entre 4 y 5 años en tiempo mínimo por los que terminan los estudios. El nivel de técnico superior universitario se cursa en 5 semestres. Respecto a posgrados, la especialización se cursa en 2 o 3 semestres; la maestría en 2 años y el doctorado en 4 años.

## Instituciones de educación superior pública

### Institutos Tecnológicos
Véase: Institutos Tecnológicos de México
Son instituciones que constituyen el Tecnológico Nacional de México (TecNM). En 2014 se recrea la institución de educación superior tecnológica más grande del país, agrupando a 248 institutos tecnológicos y 6 centros, algunos con antigüedad de hasta 65 años.

### Escuelas Normales Públicas
Véase: Escuelas Normales de México
Las Escuelas Normales se encargan de la formación de profesores de educación preescolar, primaria y secundaria. Labor que realiza a través de la red de normales a nivel nacional. Las Escuelas de Educación Normal Superior ofrecen, entre otros, programas de licenciatura en educación preescolar, primaria, primaria intercultural bilingüe, secundaria, especial, inicial, física y artística.

### Universidades Públicas Federales
Las instituciones que conforman este subsistema realizan, además de las funciones de docencia, un amplio espectro de programas y proyectos de investigación (generación y aplicación innovadora del conocimiento), y de extensión y difusión de la cultura.
Comprenden:
- Centro de Enseñanza Técnica Industrial (CETI)
- Centro de Investigación y Docencia Económicas (CIDE)
- Instituto Politécnico Nacional (IPN)
- Instituto Nacional de Antropología e Historia (INAH)
- Instituto Nacional de Bellas Artes y Literatura (INBAL)
- El Colegio de México (COLMEX)
- Universidad Autónoma Metropolitana (UAM)
- Universidad Autónoma Agraria Antonio Narro (UAAAN)
- Universidad Autónoma de Chapingo (UACh)
- Universidad Nacional Autónoma de México (UNAM)
- Universidad Nacional Abierta y a Distancia de México (UnADM)
- Universidad Pedagógica Nacional (UPN)
- Universidad Nacional Rosario Castellanos (UNRC)

### Universidades Públicas Estatales
Son instituciones de Educación Superior creadas por decreto de los congresos locales, bajo la figura jurídica de organismos públicos descentralizados. Estas instituciones estatales desarrollan las funciones de docencia, generación y aplicación innovadora del conocimiento, así como de extensión y difusión de la cultura.
Comprenden:
- Universidad Autónoma de Aguascalientes
- Universidad Autónoma de Baja California
- Universidad Autónoma de Baja California Sur
- Universidad Autónoma de la Ciudad de México
- Universidad Autónoma de Campeche
- Universidad Autónoma del Carmen
- Universidad Autónoma de Coahuila
- Universidad de Colima
- Universidad Autónoma de Chiapas
- Universidad Autónoma de Chihuahua
- Universidad Autónoma de Ciudad Juárez
- Universidad Juárez del Estado de Durango
- Universidad de Guanajuato
- Universidad Autónoma de Guerrero
- Universidad Autónoma del Estado de Hidalgo
- Universidad de Guadalajara
- Universidad Autónoma del Estado de México
- Universidad Michoacana de San Nicolás de Hidalgo
- Universidad Autónoma del Estado de Morelos
- Universidad Autónoma de Nayarit
- Universidad Autónoma de Nuevo León
- Universidad Autónoma Benito Juárez de Oaxaca
- Benemérita Universidad Autónoma de Puebla
- Universidad Autónoma de Querétaro
- Universidad de Quintana Roo
- Universidad Autónoma de San Luis Potosí
- Universidad Autónoma de Sinaloa
- Universidad de Sonora
- Instituto Tecnológico de Sonora
- Universidad Juárez Autónoma de Tabasco
- Universidad Autónoma de Tamaulipas
- Universidad Autónoma de Tlaxcala
- Universidad Veracruzana
- Universidad Autónoma de Yucatán
- Universidad Autónoma de Zacatecas

### Universidades Públicas Estatales con Apoyo Solidario
Son instituciones creadas bajo la figura jurídica de organismos públicos descentralizados. Estas instituciones estatales desarrollan las funciones de docencia, generación y aplicación innovadora del conocimiento, así como de extensión y difusión de la cultura.
Comprenden:
- Universidad del Mar (México)
- Universidad Tecnológica de la Mixteca
- Universidad de Occidente (Sinaloa)
- Universidad Estatal de Sonora
- Universidad de Ciencias y Artes de Chiapas
- Universidad Popular de la Chontalpa
- Centro de Investigación y Docencia en Humanidades del Estado de Morelos
- Universidad del Caribe (México)
- Universidad Estatal del Valle de Ecatepec
- Universidad del Istmo
- Universidad de la Sierra Sur
- Universidad del Papaloapan
- Universidad de la Sierra Juárez
- Universidad de Oriente
- Universidad Interserrana del Estado de Puebla-Chilchotla
- Universidad Interserrana del Estado de Puebla-Ahuacatlán
- Colegio de Chihuahua
- Colegio de Sonora
- Universidad de la Cañada
- Universidad de la Sierra Juárez
- Universidad de la Ciénega del Estado de Michoacán de Ocampo
- Universidad Estatal del Valle de Toluca
- Universidad Mexiquense del Bicentenario

### Universidades Tecnológicas
Véase: Universidades Tecnológicas (México)
Ofrecen a los estudiantes una formación intensiva que les permite incorporarse en corto tiempo (luego de dos años), al trabajo productivo o continuar estudios a nivel licenciatura en otras instituciones de Educación Superior. Actualmente hay 61 Universidades Tecnológicas, en 26 estados de la República. Quien estudia en estas instituciones tiene la posibilidad de obtener el título de Técnico Superior Universitario o Licenciatura.

### Universidades Politécnicas
Véase: Universidades Politécnicas de México
Son un proyecto educativo creado en 2001 para ofrecer carreras de ingeniería, licenciatura y estudios de posgrado al nivel de especialidad. Sus programas, son diseñados con base en el Modelo Educativo Basado en Competencias y se orientan en la investigación aplicada al desarrollo tecnológico.

### Universidades Interculturales
Su misión es promover la formación de profesionales comprometidos con el desarrollo económico, social y cultural, particularmente, de los pueblos indígenas del país y del mundo circundante.
Comprenden:
- Universidad Autónoma Indígena de México
- Universidad Intercultural de Chiapas
- Universidad Intercultural del Estado de Tabasco
- Universidad Intercultural del Estado de Guerrero
- Universidad Intercultural del Estado de México
- Universidad Intercultural del Estado de Puebla
- Universidad Intercultural Indígena de Michoacán
- Universidad Intercultural Maya de Quintana Roo
- Universidad Veracruzana (Intercultural)
- Universidad Intercultural de San Luis Potosí
- Universidad Intercultural de Hidalgo
- Universidad Intercultural de Nayarit
- Universidad Intercultural de Baja California
- Universidad Intercultural de Guanajuato
- Universidad Intercultural de Campeche
- Universidad Intercultural de Colima

### Universidades Populares
- Universidad Popular Autónoma de Veracruz

### Centros Públicos de Investigación
Los Centros Públicos de Investigación están conformados por Centros Públicos de Investigación CONACYT, Centros de Investigación del IPN, así como de los Estados de Tamaulipas, Jalisco y Chihuahua respectivamente y de la UNAM y tienen como objetivos principales: divulgar en la sociedad la ciencia y tecnología; innovar en la generación, desarrollo, asimilación y aplicación del conocimiento de ciencia y tecnología; vincular la ciencia y tecnología en la sociedad y el sector productivo para atender problemas, y crear y desarrollar mecanismos e incentivos que propicien la contribución del sector privado en el desarrollo científico y tecnológico, entre otros.
- Sistema de Centros Públicos de Investigación CONACYT [Grados y Posgrados: https://conahcyt.mx/cp]
- Centros de Investigación del IPN
- Centros de Investigación de la UNAM (Ciudad Universitaria y campus foráneos)
- Colegio de Tamaulipas
- Centro de Investigaciones Pedagógicas y Sociales, Jalisco
- Centro de Investigación y Docencia, Chihuahua

### Otras instituciones públicas

#### Educación Militar y Naval
- Universidad del Ejército y Fuerza Aérea
- Escuela Superior de Guerra
- Dirección General Adjunta de Educación Naval de La Secretaría de Marina
- Heroica Escuela Naval Militar

#### Educación en Materia Judicial, de Seguridad e Impartición de Justicia
- Escuela Judicial del Estado de Campeche
- Instituto de Formación Profesional de la PGJDF
- Instituto Nacional de Ciencias Penales
- Instituto Estatal de Seguridad Pública de Aguascalientes
- Centro Único de Capacitación Policiaca de Investigación y Preventiva del Estado de Chiapas
- Instituto Técnico de Formación Policial
- Academia de Seguridad Pública del Estado de Baja California
- Instituto de Formación e Investigaciones Jurídicas de Michoacán
- Instituto de Estudios Judiciales
- Instituto Superior de Seguridad Pública del Estado
- Instituto Estatal de Ciencias Penales y Seguridad Pública
- Academia de Policía y Vialidad del Estado
- Instituto de Transparencia e Información Pública de Jalisco
- Instituto Superior de Ciencias para la Seguridad y Policiales

#### Educación en Bellas Artes
- Centro Morelense de Las Artes
- Colegio Nacional de Danza Contemporánea
- Conservatorio de Música del Estado de México
- Conservatorio de Música del Estado de Puebla
- Escuelas de Bellas Artes en el Estado de México (organismos descentralizados) (edad límite: 30 años)
  - AMECAMECA (Artes Visuales, Interpretación Dancística del Folclor Mexicano)
  - CAPULHUAC (Interpretación Dancística del Folclor Mexicano)
  - CHIMALHUACÁN, CHIMALHUACÁN 2 (Interpretación Dancística del Folclor Mexicano)
  - ECATEPEC (Interpretación Dancística del Folclor Mexicano)
  - IXTAPALUCA (Ejecución Musical, Educación Musical, Interpretación Dancística del Folclor Mexicano)
  - JILOTEPEC (Artes Visuales)
  - JOCOTITLÁN (Interpretación Dancística del Folclor Mexicano)
  - NAUCALPAN (Ejecución Musical, Interpretación Dancística del Folclor Mexicano)
  - NEZAHUALCÓYOTL (Folclor Mexicano, Ejecución Musical, Artes Visuales, Interpretación Dancística del Folclor Mexicano)
  - TEJUPILCO (Interpretación Dancística del Folclor Mexicano)
  - TEXCOCO 1 (Artes Visuales, Ejecución Musical)
  - TEXCOCO 2 (Interpretación Dancística del Folclor Mexicano, Ejecución Musical)
  - TOLUCA (Educación de las Artes Escénicas, Ejecución Musical, Educación Musical, Artes Visuales, Interpretación Dancística del Folclor Mexicano)
  - TULTEPEC (Ejecución Musical, Interpretación Dancística del Folclor Mexicano)
  - ZUMPANGO (Educación Musical)
- Escuela de Conservación y Restauración de Occidente
- Escuela de Música del Estado de Hidalgo
- Escuela de Música "Vida y Movimiento" Ollin Yoliztli
- Escuela Superior de Artes de Yucatán
- Escuela Superior de Música
- Escuela Superior de Música y Danza de Monterrey
- Instituto de Artes Visuales del Estado de Puebla
- Instituto Cultural de Aguascalientes
- Instituto de Cultura, Turismo y Arte de Mazatlán
- Instituto Nacional de Bellas Artes y Literatura
- Instituto Potosino de Bellas Artes
- Instituto Superior de Música del Estado de Veracruz

#### Educación en Salud
- Escuelas de Enfermería del Instituto Mexicano del Seguro Social
- Instituto Nacional de Cardiología Dr. Ignacio Chávez
- Hospital Infantil de México Federico Gómez
- Instituto Nacional de Rehabilitación
- Escuela de Dietética y Nutrición del ISSSTE
- Colegio Superior de Odontología
- Escuela de Enfermería Beatriz González Ortega
- Instituto Nacional de Salud Pública
- Instituto Mexicano del Seguro Social Hermosillo
- Instituto Nacional de Perinatología Isidro Espinosa de Los Reyes
- Instituto de Posgrado en Psicoterapia Cognitivo-Conductual

#### Educación de Adultos en América Latina y el Caribe
- Centro de Cooperación Regional para la Educación de Adultos en América Latina y El Caribe

#### Educación en Antropología e Historia
- Instituto Nacional de Antropología e Historia

#### Educación en Deportes
- Escuela Superior de Educación Física
- Escuela Nacional de Entrenadores Deportivos

#### Educación de la Marina Mercante
- Fideicomiso de Formación y Capacitación para el Personal de la Marina Mercante Nacional

#### Organismo de la administración pública de la Ciudad de México
- Instituto de Estudios Superiores Rosario Castellanos

-cambio de organismo desconcentrado a organismo descentralizado
Universidad Rosario Castellanos

#### Organismos públicos descentralizados de la administración pública
- Universidad Autónoma Comunal de Oaxaca (UACO)
- Universidad Autónoma de la Ciudad de México (UACM)
- Universidad para el Bienestar Benito Juárez García (UBBJ)
- Instituto de Educación Digital del Estado de Puebla (IEDEP)
- Universidad Digital del Estado de México (UDEMEX)
- Universidad Virtual del Estado de Guanajuato (UVEG)
- Universidad Virtual del Estado de Michoacán (UNIVIM)

#### Varia
- Instituto Mexicano del Petróleo
- División de Estudios Superiores del Instituto "18 de Marzo"
- Universidad Pedagógica de Durango
- Centro Metropolitano de Arquitectura Sustentable
- Instituto de Formación Profesional
- Instituto Prisciliano Sánchez
- Instituto Superior de Investigación y Docencia para El Magisterio
- Centro de Enseñanza Técnica Industrial
- Instituto Superior de Ciencias de la Educación del Estado de México
- Instituto de Capacitación y Profesionalización
- Sistema Educativo Estatal Regular
- Comisión de Ecología y Desarrollo Sustentable del Estado de Sonora
- Centro de Investigación en Ciencia Aplicada y Tecnología Avanzada Unidad Altamira
- Centro de Investigación en Biotecnología Aplicada (CIBA-Tlaxcala, IPN)
- Universidad Pedagógica Veracruzana
- Instituto Consorcio Clavijero
- Universidad Pedagógica de Yucatán
- Centro de Capacitación Cinematográfica, A.C.
- Centro Chihuahuense de Estudios de Posgrado
- Instituto de Investigación, Innovación y Estudios de Posgrado para la Educación
- El Colegio de Chihuahua
- Colegio Superior Agropecuario del Estado de Guerrero
- El Colegio del Estado de Hidalgo
- El Colegio de Jalisco
- El Colegio Mexiquense
- Colegio de Postgraduados
- El Colegio de Puebla
- Colegio de Postgraduados - Campus Tabasco
- Colegio de San Juan Siglo siglo XXI
- El Colegio de Veracruz
- Colegio de Postgraduados - Campus Veracruz

Universidades públicas de México